# 名誉学生
名誉学生（めいよがくせい）とは、
- 中国の大学等が定める学生の身分、学籍の一種。
- 日本の放送大学教養学部で一定の要件を満たして卒業した者に授与される称号。
- 民間講座の定める受講者の資格区分もしくは名誉称号。
- 類似の名称として名誉研究生、名誉卒業生などがある(ともに本項で解説)。

## 名誉学生

### 中国の大学における名誉学生
世界各国では名誉学生制度を定め、正科生としての学籍を持たず、特別の資格で講義を履修する道を開く大学もある。著名な事例として、中国では、後に党総書記となった胡錦濤が1985年、中国共産党最年少書記として貴州に赴任した際、貴州大学に名誉学生として在籍するとともに、民生視察を積極的に行い、地方住民の生活事情を党に報告した姿が官僚色の薄い人物として好評を獲得。その後、1992年に政治局員を飛び越え、政治局常務委員の高位の職に昇進していったことが知られている。

### 放送大学における名誉学生
日本の放送大学では2007年（平成19年）より、教養学部のすべてのコースを修了しかつ学習態度の良好だった学生を「名誉学生」として顕彰する制度を設けている。これは学校教育法や学位規則に定められている学位や名誉教授の称号とは異なり、放送大学が独自に定めている称号である。
2013年（平成25年）までは全5コースを修了した者に与えられた。その後、情報コース新設により、2012年（平成24年）度までに入学した者については経過措置として、5コース修了の名誉学生か情報コースを加えた6コース修了の名誉学生かを選択することとされた。
2010年4月の名誉学生制度発足当初は、名誉学生については表彰以降の入学金・授業料が全額免除された。しかし2013年4月以降は「10単位までの授業料が半額」に制度が変更され、さらに2015年度限りをもって授業料補助に関する特典は廃止された。なお、名誉学生は学生と同じく、学習センターや本部施設（付属図書館・セミナーハウス）の利用・面接授業の聴講・ 印刷教材の割引購入が可能である。
放送大学は通信制による利便性もあり、生涯学習の一環として名誉学生を目指す学習者も存在する。

### イスラム教の神学校における名誉学生
また、イスラム教徒のための神学校でも名誉学生として認定する制度がある。

### 民間講座等における名誉学生
その他、民間企業等が運営している講座の受講者区分として名誉学生を設置する例も見られる。キリン株式会社の運営する「キリンビール大学」では、講座で一定の要件を満たし修了した者は名誉学生として認定している。

## 名誉卒業生

### 大学における名誉卒業生
大学では卒業生で特に顕著な活躍をした者に名誉卒業生の称号を授与することがある。2006年のトリノパラリンピックでノルディックスキー女子バイアスロン(12.5キロ)の視覚障害で金メダルを獲得した井口深雪は、翌2007年、母校の筑波技術大学から第1号となる名誉卒業生の称号を贈られ、学長の大沼直紀から名誉卒業記が授与されたのは主な例である。

### 中学校における名誉卒業生
中学校の事例では、シドニーオリンピック金メダリストの高橋尚子が2002年、母校の岐阜県岐阜市立藍川東中学校から名誉卒業生に選ばれ、同校第1号となる「名誉生章」を贈られている。

### 報道資料
- 『朝日新聞』2002年2月24日朝刊
- 『朝日新聞』2013年9月6日夕刊
- 『読売新聞』1992年10月20日東京朝刊
- 『読売新聞』2007年4月7日東京朝刊茨城2版
- 『読売新聞』2014年6月10日東京朝刊
- 『毎日新聞』2014年10月13日地方版/福岡

### インターネット資料
- 放送大学ウェブサイト情報コース設置に伴う放送大学名誉学生の付与の取扱いについて
- 放送大学ウェブサイト「放送大学名誉学生が選科履修生又は科目履修生として入学する場合の支援の取扱いについて」
- 奈良新聞2013年4月1日報道「初の「名誉学生」に - 広陵の池田さん／放送大学奈良学習センター」
- インターナショナルハラルシルクロード総本部ウェブサイト「法学者「ャヒャー ジャハンジリ（Yahya Jahangiri )」の紹介」
- キリン株式会社ウェブサイト「キリンビール大学」